# Судавцов, Николай Дмитриевич
Никола́й Дми́триевич Судавцо́в (род. 1937, с. Малые Ягуры Петровского района Ставропольского края) — советский и российский историк, доктор исторических наук, профессор, ведущий научный сотрудник кафедры истории России Северо-Кавказского федерального университета (СКФУ).
Заслуженный профессор СКФУ, Почётный профессор Северо-Кавказского федерального университета, Заслуженный деятель науки Республики Калмыкия, Герой труда Ставрополья. Автор более 400 научных трудов и учебных изданий.

## Биография
Николай Дмитриевич Судавцов родился в 1937 году в селе Малые Ягуры Петровского района Ставропольского края в семье колхозников. В юности работал в колхозе, школе, занимался комсомольской и партийной работой. Был редактором газеты «Молодой ленинец», начальником краевого управления профессионально-технического образования.
В 1959 году поступил в Ростовский государственный педагогический институт, а в 1964 году окончил историко-филологический факультет Ставропольского государственного педагогического института. В 1972 году завершил обучение в аспирантуре Академии общественных наук при ЦК КПСС, защитив кандидатскую диссертацию.
В 2002 году в Российской академии государственной службы при Президенте РФ (РАГС) защитил докторскую диссертацию на тему «Земское и городское самоуправление в годы Первой мировой войны». В том же году ему была присуждена учёная степень доктора исторических наук, а в 2005 году присвоено звание профессора.
С 1988 года работал в Ставропольском государственном педагогическом институте (позже — Ставропольском государственном университете). В течение 12 лет заведовал кафедрой истории СССР и России. С 2012 года — профессор и ведущий научный сотрудник кафедры истории России Северо-Кавказского федерального университета.
Под его руководством защищено 17 кандидатских диссертаций.

## Общественная и просветительская деятельность
Н. Д. Судавцов является:
- членом Диссертационного совета СКФУ по историческим наукам,
- членом Коллегии Комитета по делам архивов Правительства Ставропольского края,
- членом Совета старейшин при председателе Думы Ставропольского края,
- членом Общественного совета при главе города Ставрополя,
- членом Президиума Ставропольского отделения ВООПИиК,
- членом Российского военно-исторического общества.

Организатор и участник международных, всероссийских и региональных научных конференций. Сотрудничает с университетами Калмыкии, Польши (г. Жешув) и другими научными центрами.

## Научная и образовательная деятельность
Основные научные интересы: история России нового времени, история местного самоуправления, военная история и наградная система, краеведение (Кавказ и Ставрополье). Преподаваемые дисциплины: «История России», «История России нового времени».
Научный редактор краеведческого сборника «Ставропольский хронограф» (в 2013 году сборник стал лауреатом Всероссийского конкурса РАНХиГС).
Автор и редактор монографий, учебных пособий и научных статей по истории России, Кавказа, местного самоуправления и военной истории.
Участник создания 8 документальных фильмов (включая фильмы «Святая Римма» о сестре милосердия Римме Ивановой и «Генерал Василий Иванович Книга»).

## Награды и звания
- Заслуженный профессор СКФУ
- Почётный профессор Северо-Кавказского федерального университета
- Заслуженный деятель науки Республики Калмыкия
- Герой труда Ставрополья

## Список публикаций
- Братское содружество союзных республик в развитии народного хозяйства СССР. 1917—1971 (Коллективная монография) / [Ред. коллегия: М. П. Ким (гл. ред.) и др.]; Акад. обществ. наук при ЦК КПСС. Кафедра истории СССР. — Москва: Мысль, 1973. — 556 с.
- Ставропольское земство в революциях 1917 года /Монография/Н. Д. Судавцов; Науч. совет Рос. Акад. наук по истории соц. реформ, движений и революций, М-во образования Рос. Федерации. Ставроп. гос. ун-т. — М.; Ставрополь: Изд-во Ставроп. гос. ун-та, 1999. — 295 с.
- Край наш Ставрополье: Очерки истории / [Ред. комисс.: Черногоров А. Л. и др.]. — Ставрополь: Шат-Гора, 1999. — 525 с. (Коллективная монография).
- Земское и городское самоуправление России в годы Первой мировой войны. Москва — Ставрополь. 2001. — 718 с.
- Здравоохранение Ставрополья в конце XVIII — начале XX вв. /Б. Т. Ованесов, Н. Д. Судавцов; М-во образования РФ. Ставроп. гос. ун-т, М-во здравоохранения РФ. Ставроп. гос. мед.акад. — Ставрополь, 2002. — 211 с.
- Здравоохранение Ставрополья (1918—2005 гг.) /Б. Т. Ованесов, Н. Д. Судавцов; Федеральное агентство по образованию РФ, Ставропольский гос. ун-т, М-во здравоохранения и социального развития Российской Федерации, Ставропольская гос. мед.акад. — Ставрополь: ООО «Стройиздат-Грантстрой», 2007. — 544 с.
- История России в наградах. Учебное пособие. — Ставрополь. — СГУ, 1999. — 216 с.
- История Ставропольского края от древнейших времен до 1917 года: Регион. учеб. для общеобразоват. шк. / [А. В. Найденко, И. М. Назарова, В. А. Колесников и др.]; Под ред. В. П. Невской. — Ставрополь: Изд-во Ставроп. краев. ин-та повышения квалификации работников образования, 1996. — 303 с. (Руководитель авторского коллектива).
- Памятники российского права: учебно-научное пособие: в 35 т. — М.: «Юрлитинформ». — Т. 20.Памятники права в период Первой мировой войны (1914 — февраль 1917 гг.).- М.: «Юрлитинформ», 2016. — 440 с. (Коллектив авторов).
- Памятники российского права: учебно-научное пособие: в 35 т. — М.: «Юрлитинформ». — Т. 21.Памятники права Временного правительства: учебно-научное пособие. — М.: «Юрлитинформ», 2016. — 243 с.
- Выборы на Ставрополье: история и современность: Коллективная монография. — Пятигорск: Рекламно-информационное агентство на КМВ, 2015. — 507 с.
- Очерки истории Ставропольского края. (Коллективная монография). — Ставрополь: Кн. Изд-во, 1986. — Т.2.
- История городов и сёл Ставрополья: краткие очерки /Научные редакторы — проф. Д. В. Кочура и проф. А. А. Кудрявцев. — Ставрополь: Кн. Изд-во, 2002. — 702 с. (Коллектив авторов).
- История Ставропольского края от древнейших времен до 1917 г. — Ставрополь, 1996. — 16 п.л. /Коллективное пособие для школы/. (Руководитель авторского коллектива).
- В суровую военную пору. Село Малые Ягуры в годы Великой Отечественной войны (1941—1945 гг.). /Монография/Н. Д. Судавцов. Ставрополь: Изд. ООО «Борцов», 2013. — 348 с.
- Римма Иванова — героиня Первой мировой войны /Монография /Н. Д. Судавцов; Региональное отделение Общероссийской общественно-государственной организации «Российское военно-историческое общество» в Ставропольском крае. — Ставрополь: Ставролит, 2017. — 249с.
- Судавцов Н. Д. Битва за Кавказ в исторических судьбах народов региона //Гуманитарные и юридические исследования. Научно-теоретический журнал. — 2018. — Вып. 3. — С. 134—142.
- Герои Советского Союза — боевая слава земли Ставропольской. Краткий биографический справочник. /Под ред. Судавцова Н.Д. Ч. 1. — 258 с.; Ч. 2. — 284 с. — Ставрополь, 2019.
- Судавцов Н. Д. Кооперация в реализации государственной политики по развёртыванию и осуществлению деятельности военно-медицинской службы на юге России в годы Великой Отечественной войны (1941—1945 гг.) //Современная научная мысль. — Вып. 3. — 2019. — С. 116—121.
- Судавцов Н. Д. Возрождение сельского хозяйства Ставрополья после освобождения от оккупации в период Великой Отечественной войны//Гуманитарные и юридические исследования. Научно-теоретический журнал. — Вып. -№ 2. — 2019. — С. 98 −107.
- Установление власти Советов на Ставрополье //Ставропольский хронограф на 2018 год: краевед. сб. /Научный ред. Н. Д. Судавцов/Отв. за вып. З. Ф. Долина; СКУНБ им. М. Ю. Лермонтова. — Ставрополь, 2019. — С.53-57.
- Георгий Александрович Романенко, Почётный гражданин города Кисловодска (к 100-летию со дня рождения)//Ставропольский хронограф на 2018 год: краевед. сб. Научный ред. П. Д. Судавцов /Отв. за вып. З. Ф. Долина; СКУНБ им. М. Ю. Лермонтова. — Ставрополь, 2019.- С.190-197.
- Пётр Михайлович Козлов (к 125-летию со дня рождения)//Ставропольский хронограф на 2018 год: краевед. сб. /Научный ред. Н. Д. Судавцов /Отв. за вып. З. Ф. Долина; СКУНБ им. М. Ю. Лермонтова. — Ставрополь, 2019. — С. 265—274.
- Иван Кириллович Яковлев (к 100-летию со дня рождения)//Ставропольский хронограф на 2018 год: краевед. сб. /Научный ред. Н. Д. Судавцов /Отв. за вып. З. Ф. Долина; СКУНБ им. М. Ю. Лермонтова. — Ставрополь, 2019. — С.275-282.
- Судавцов Н. Д. Взаимопомощь народов Кавказа в возрождении жизни на Ставрополье, освобождённом от немецко-фашистской оккупации//Народы Кавказа в цивилизационном пространстве России /Материалы Международного форума историков-кавказоведов. — г. Ростов-на-Дону, 13-15 ноября 2019 г. — Ростов-на-Дону: изд-во ЮНЦ РАН, 2019. — С. 411—419.
- Судавцов Н. Д. Михаил Николаевич Романов — наместник на Кавказе //История народов Кавказа: диалог культур, языков и религий (К 100-летию со дня рождения профессора В. П. Невской): материалы Международной научно-практической конференции. — г. Ставрополь, 1-2 ноября 2019 г.- Ставрополь: Изд-во СКФУ, 2019. — С. 225—229.
- Судавцов Н. Д. Бебутов Василий Иосифович: по рождению армянин, по духу россиянин. //Наука. Общество. Оборона. — 2019. — № 3. — DOI: 10.24411/2311-1763-2019-10201). https://www.noo-journal.ru/nauka-obshestvo-oborona/2019-3-20/article-0201-1/.
- Судавцов Н. Д. Возрождение сельского хозяйства Ставрополья после освобождения от оккупации в период Великой Отечественной войны // Гуманитарные и юридические исследования. Научно-теоретический журнал. — 2019. -Вып № 2. — Ставрополь. — С. 98 −107.
- Судавцов Н. Д. Кооперация в реализации государственной политики по развёртыванию и осуществлению деятельности военно-медицинской службы на юге России в годы Великой Отечественной войны (1941—1945 гг.) //Современная научная мысль. — 2019. — Вып. 3 — Москва. — С. 116—121.
- Судавцов Н. Д. Масловокутские бунтовщики //Гуманитарные и юридические исследования. Научно-теоретический журнал. — 2020. — Вып. 1. — Ставрополь. — С.83-91.
- Судавцов Н.Д Вклад генерала А. Апанасенко в победу во второй мировой войне. //Гуманитарные и юридические исследования. Научно-теоретический журнал. — 2021. — № 1. — 230 с. — С. 90-96.
- «Нет выше чести, чем защита родной земли…» (к 100-летию со дня рождения Виктора Георгиевича Куликова)//Ставропольский хронограф: год будущий и год минувший: краеведческий сборник. ГБУК «ГКУНБ им Лермонтова». — Ставрополь: Кемерово: ОАО «ИПП „Кузбасс“», 2022. — С. 363—370.